# カルメラ・レミージョ
カルメラ・レミージョ（Carmela Remigio, 1973年 - ）は、イタリア・アブルッツォ州ペスカーラ県ペスカーラ出身のソプラノ・オペラ歌手である。

## 経歴
5歳でバイオリンを習いはじめ、その数年後よりバリトン歌手アルド・プロッティのもとで声楽を学び始める。音楽院を卒業後もレオーネ・マジエラ (Leone Magiera) に師事した。
1992年、19歳でルチアーノ・パヴァロッティ国際コンクールで優勝する。パヴァロッティとともにロイヤルアルバートホール、カーネギーホールをはじめ、パリ、ブカレストなど70箇所以上のコンサートに出演する。1993年にパレルモ・マッシモ劇場でジャンパオロ・テストーニ (it:Giampaolo Testoni) 作曲の新作歌劇『アリーチェ』のタイトルロールでデビューする。
レミージョはモーツァルトの『フィガロの結婚』アルマヴィーバ伯爵夫人、スザンナ、『コジ・ファン・トゥッテ』フィオルデリージ、『ドン・ジョヴァンニ』ドンナ・アンナ、ドンナ・エルヴィーラ、『皇帝ティートの慈悲』ヴィッテリア、『イドメネオ』イリア、エレットラ、『魔笛』パミーナを演じている。
1998年にエクサン・プロヴァンス音楽祭にてピーター・ブルック演出、クラウディオ・アバド指揮による『ドン・ジョヴァンニ』にドンナ・アンナを演じ、1999年にはアバド指揮、ジョナサン・ミラー (Jonathan Miller) 演出のもと、フェラーラ市立歌劇場 (Teatro Comunale) にて『ファルスタッフ』のアリーチェを演じた。『オテロ』のデスデモーナもアバド指揮で歌っている。
レミージョは多くの著名な指揮者および演出家の下、数多くの公演に出演している。今日までに、リッカルド・ムーティ、クラウディオ・アバド、ロベルト・アバド、アントニオ・パッパーノ、ロリン・マゼール、リッカルド・シャイー、チョン・ミョンフン、ダニエル・ハーディングの指揮者等、またPier Luigi Pizzi, ダミアーノ・ミキェレット, Federico Tiezzi, Peter Mussbach, Luc Bondy, Joseph Franconi Lee, Karole Armitage, Massimo Ranieri, Mario Martone, John Copley, David McVicar, Hugo De Ana, Graham Vick, Paul Curran, Luca Ronconi, Francesca Zambello, ジョナサン・ミラーなどの演出家のもと優れた才能を発揮している。
日本においては、東京フィルハーモニー交響楽団で演奏会方式のオペラ「イドメネオ」、富山市民文化事業団製作オペラ「ラ・ボエーム」をチョン・ミョンフン指揮で歌っている。2012年には東京・紀尾井ホールにて日本での初リサイタルが行われた。2013年にはスイス・バーゼル劇場の初来日公演の「フィガロの結婚」で伯爵夫人役で好演した。

## レパートリー
グノー
- 『ファウスト』 マルグリット

モーツァルト
- 『皇帝ティートの慈悲』 ヴィッテリア
- 『コジ・ファン・トゥッテ』 フィオルデリージ
- 『ドン・ジョバンニ』 ドンナ・アンナ ドンナ・エルヴィーラ
- 『フィガロの結婚』 アルマヴィーバ伯爵夫人
- 『魔笛』 パミーナ

ドニゼッティ
- 『マリア・ストゥアルダ』 マリア・ストゥアルダ
- 『ロベルト・デヴュリュー』 エリザベッタ

ビゼー
- 『カルメン』 ミカエラ

プッチーニ
- 『トスカ』 トスカ
- 『ラ・ボエーム』 ミミ

ベッリーニ
- 『ノルマ』 ノルマ アダルジーザ

ヴェルディ
- 『ファルスタッフ』 アリーチェ
- 『オテロ』 デスデモーナ
- 『椿姫』 ヴィオレッタ・ヴァレリー

ロッシーニ
- 『ランスへの旅』 コリーナ コルテッサ夫人
- 『幸せな間違い』 イザベラ

ストラヴィンスキー
- 『道楽者のなりゆき』 アン

グルック
- 『オルフェオとエウリディーチェ』

マルシュナー
- 『吸血鬼』 (Malwina)

マスネ
- 『ケルビーノ』

ヘンデル
- 『ジューリオ・チェーザレ』 クレオパトラ
- 『セルセ』 ロミルダ

モンテヴェルディ
- 『ポッペアの戴冠』 ポッペア オッターヴィア

## ディスコグラフィ
- ドン・ジョヴァンニ (ドンナ・アンナ) モーツァルト　クラウディオ・アバド指揮　Deutsche Grammophon
- ドン・ジョヴァンニ (ドンナ・アンナ) モーツァルト　ダニエル・ハーディング指揮 Virgin
- マリア・ストゥワルダ(マリア・ストゥワルダ)　ドニゼッティ　ファブリツィオ・マリア・カルミナーティ指揮 Dynamic
- ノルマ (Adalgisa) ベッリーニ　ファブリツィオ・マリア・カルミナーティ指揮 Bongiovanni
- ケルビーノ(ニーナ) マスネ Emmanuel Villaume指揮 Dynamic
- 幸せな間違い (イザベラ)ロッシーニ Giancarlo Andretta指揮 Mondo Musica
- La molinara (Eugenia) G. Paisiello, アイバー・ボルトン指揮 BMG
- スタバト・マーテル　ロッシーニ Gianluigi Gelmetti指揮 Agorà
- Sogno, arie from F. P. Tosti, at the piano Leone Magiera,Decca
- Gioachino Rossini - Arias, arie from G. Rossini, at the piano Leone Magiera, Decca
- Arie Sacre Verdiane, arie from G. Verdi, conduced by Wyung-Wnun Chung, Deutsche Grammophon.